# Strada statale 291 della Nurra

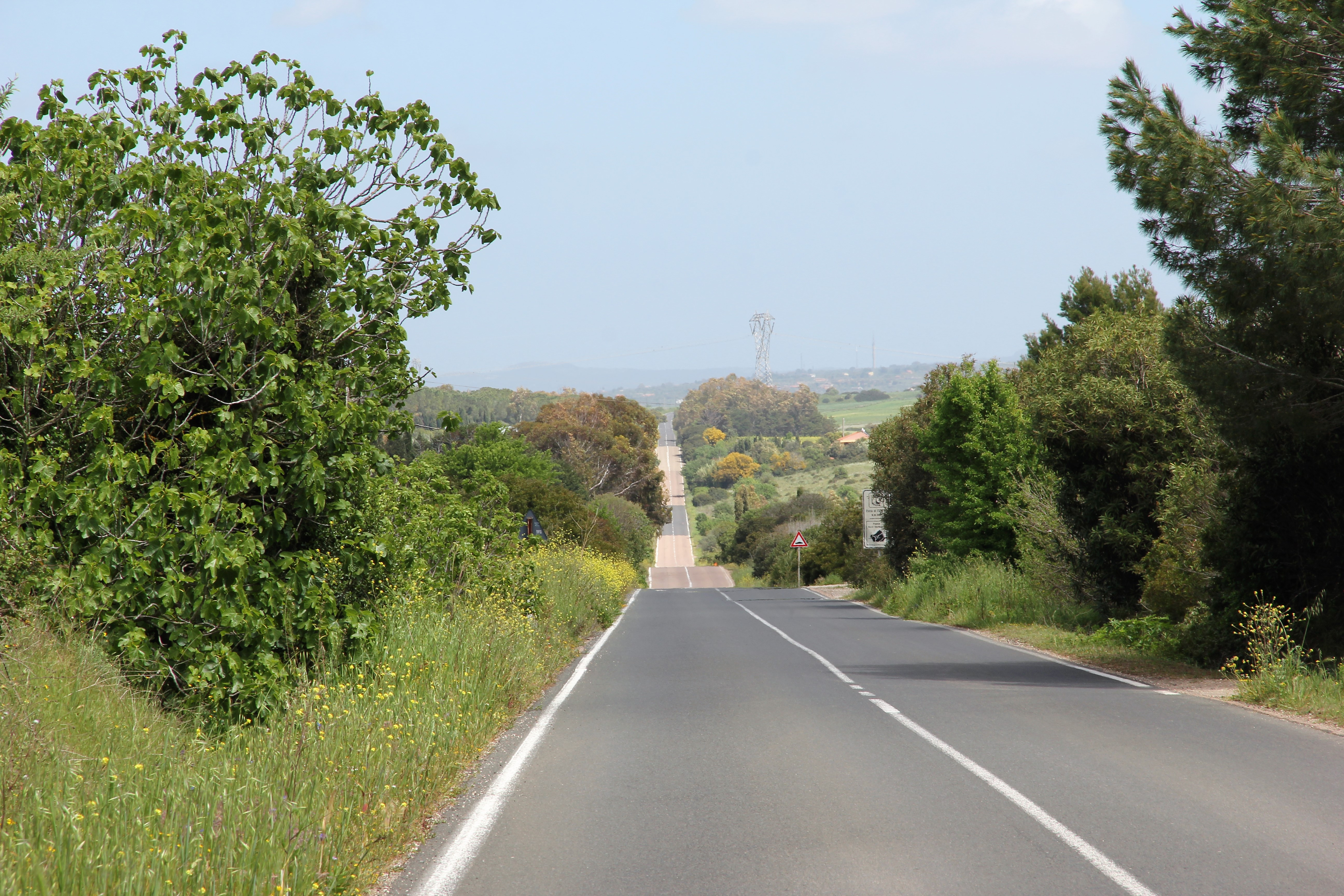
Un lungo rettilineo presso Olmedo del tratto declassato a strada provinciale

La strada statale 291 della Nurra (SS 291) è una strada statale italiana. Scorre nel nord-ovest della Sardegna e collega Fertilia alla superstrada Sassari-Alghero.

## Tracciato storico
Il vecchio tracciato aveva inizio a Sassari, nel tratto cittadino della Settentrionale Sarda, dal bivio oggi rotatoria per Caniga, proseguendo verso ovest. Nel corso degli anni 70 attorno ad esso si è sviluppata la zona di Predda Niedda: importante fu la conseguente estensione della Strada statale 131 Carlo Felice verso Porto Torres, un tratto ora declassato a strada provinciale, con la quale la 291 formava un importante asse. La strada entrava nelle campagne nei pressi di Monte Oro e proseguiva poi verso Bancali e per il centro abitato de La Landrigga. La necessità di un migliore collegamento per Alghero e il suo aeroporto, unita alla crescita abitativa delle campagne, hanno reso necessaria alla fine degli anni 90 la costruzione di una variante, la strada statale 291 var della Nurra, con caratteristiche di superstrada. Del tratto di Predda Niedda il segmento iniziale passò al comune, mentre il segmento compreso tra lo svincolo con la Statale 131 e i limiti della zona industriale segnarono il tratto iniziale della variante: il tratto rimanente prima del bivio per Olmedo, in fase di declassificazione, assunse la denominazione di Nuova Strada Anas 168 di Bancali, per poi essere ceduto alla provincia.

## Percorso
Il tracciato attuale ha inizio al bivio con il tratto declassato verso Sassari e la provinciale 19 verso Olmedo, per poi immediatamente incrociare la sua stessa variante: in attesa della fine dei lavori di quest'ultima, la 291 funge principalmente da diramazione per l'aeroporto di Alghero-Fertilia. La strada procede verso ovest fino a raggiungere la rotatoria con la strada provinciale 42 dei Due Mari; superato poi l'incrocio per la zona industriale San Marco, incrocia la provinciale 44 per l'aeroporto civile e giunge all'incrocio semaforico per Santa Maria La Palma e Capo Caccia, dove curva a sinistra. Dopo aver superato l'accesso all'aeroporto militare e passata la diramazione del Calich, termina con una rotatoria nella strada statale 127 bis Settentrionale Sarda in località Fertilia,

### Dettaglio
| della Nurra |                                            |        |        |           |
| Tipo        | Indicazione                                | ↑km↑   | ↓km↓   | Provincia |
|             | ex della Nurra Sassari Olmedo              | 14,800 | 18,980 | SS        |
|             | della Nurra                                | 15,370 | 18,410 | SS        |
|             | dei Due Mari                               | 21,740 | 12,040 | SS        |
|             | Aeroporto di Alghero-Fertilia              | 24,400 | 9,380  | SS        |
|             | Capo Caccia - Santa Maria La Palma         | 26,600 | 7,180  | SS        |
|             | del Calich - Aeroporto di Alghero-Fertilia | 33,000 | 0,780  | SS        |
|             | Settentrionale Sarda - Fertilia            | 33,780 | 0      | SS        |